# Şayeste Hanim
Şayeste Hanim (turco ottomano: شایسته خانم, lett. "la migliore"; 1838 – Istanbul, 11 febbraio 1912) è stata una principessa abcasa, consorte del sultano ottomano Abdülmecid I e madre adottiva del sultano Mehmed VI.

## Origini
Şayeste Hanim, il cui nome originale è ignoto, nacque nel 1838 come principessa della famiglia abcasa degli Inalipa. Aveva una sorella, Hüsnidil Hanım, che sposò Safvet Pasha, ed era una lontana parente di Kabasalal Çerkes Mehmed Pasha. 

## Consorte imperiale
Mandata alla corte ottomana di Istanbul, Şayeste divenne una consorte del sultano Abdülmecid I nel 1851. Le venne dato il rango di "Sesta Ikbal". Nel 1853, 1854 e 1856 fu via via promossa a Quinta, Quarta e Terza Ikbal. 
Diede al sultano un figlio nato morto e una figlia.
Nel 1858 fornì fondi per la costruzione di una moschea a Üsküdar.
Şayeste era nota per la sua vita dispendiosa, a imitazione della consorte Serfiraz Hanim, che la costringeva a chiedere di continuo prestiti, e una volta venne denunciata per il mancato pagamento di questi. 

## Vedovanza
Abdülmecid morì nel 1861 e Şayeste si ritirò nella sua villa. Nel 1861 morì anche Gülistu Kadın, una delle consorti di Abdülmecid, e suo figlio Şehzade Mehmed Vahdeddinin (futuro Mehmed VI, ultimo Sultano dell'Impero ottomano) venne affidato a lei, mentre Mediha Sultan venne affidata a Verdicenan Kadın. Şayeste e Mehmed non andavano d'accordo e, compiuti sedici anni, Mehmed lasciò la villa della matrigna insieme a tre servitori. Abdülhamid II, fratellastro di Mehmed e sultano, assegnò a Mehmed una villa a Çengelköy. In seguito, Mehmed si riappacificò con Şayeste e le costruì un padiglione vicino alla sua villa dove potesse vivere, riconoscendo i problemi che aveva dovuto affrontare nel crescerlo.
Şayeste continuò a partecipare a eventi importanti della dinastia: il matrimonio di sua figlia Naile Sultan nel 1876, quello di Naime Sultan, figlia di Abdülhamid II, nel 1898, e le preghiere del Ramadan, dove sedeva accanto a Rahime Perestu Sultan, moglie legale di Abdülmecid I e Valide Sultan di Abdülhamid II. Fra le sue dame c'era Inşirah Hanım, che sarebbe poi divenuta consorte proprio di suo figlio adottivo Mehmed.  
Nel 1912 scrisse al sultano Mehmed V per chiedere fondi per ristrutturare le sue stanze a Palazzo Feriye, ma morì prima di ricevere risposta. 

## Morte
Şayeste Hanim morì l'11 febbraio 1912, nel suo padiglione a Çengelköy. Venne sepolta nel mausoleo Şehzade Ahmed Kemaleddin, nel cimitero Yahya Efendi.

## Discendenza
Da Abdülmecid I, Şayeste Hanim ebbe un figlio e una figlia:
- Şehzade Abdüllah (3 febbraio 1853 - 3 febbraio 1853). Nato morto.
- Naile Sultan (30 settembre 1856 - 18 gennaio 1882). Chiamata anche Nadile Sultan. Si sposò una volta senza figli.

Inoltre, nel 1861, alla morte di Gülistu Kadin, adottò:
- Mehmed VI Vahideddin (14 gennaio 1861 - 16 maggio 1926). 36º e ultimo Sultano dell'Impero ottomano, salì al trono nel 1918. Sua sorella Mediha Sultan venne invece adottata da Verdicenan Kadın.

## Cultura popolare
- Şayeste Hanim è un personaggio del romanzo storico del 2009 di Hıfzı Topuz Abdülmecit: İmparatorluk Çökerken Sarayda 22 Yıl: Roman[20].